# Raga (Sudán del Sur)
Raga, también llamado Raja, en árabe راجا, es una localidad del estado sudsudanés de Bar el Gazal Occidental, además fue la capital del desaparecido estado de Lol. Está situado en la esquina noroccidental de Sudán del Sur, cerca de las fronteras de la República Centroafricana y la República Democrática del Congo, a unos 300 km, por carretera, de Wau, la capital del estado de Bar el Gazal Occidental, y a unos 950 km de la capital, Yuba.
Se encuentra a 545 m de altitud, el clima es tropical con estación lluviosa. La media de precipitación anual es de 1.141 mm, sin lluvias entre diciembre y febrero y con más de 200 mm en julio y agosto. Las temperaturas oscilan entre los 22 y los 34.oC de media en enero, y los 20-31.oC de medias mínimas y máximas en julio y agosto.